# 上海曜新颖
上海曜新颖影视文化传播有限公司，一家主要经营电视节目的制作发行、商务信息咨询等服务的私营有限责任公司。该公司于2004年4月12日在上海工商注册，董事长为孙军。注册资本30万元，公司的办公地址设在上海市浦东新区。

## 影视作品
- 2009年，《如果可以爱》（合拍电视剧），由明道、郭品超、吳亞馨、李小璐等人主演。[1]
- 2011年，《阳光天使》（两岸合拍剧），吴尊、杨丞琳等主演。[2]

## 其他相关
- 2011年7月6日，两岸合拍剧《阳光天使》在湖南卫视金鹰独播剧场开始首播，次日爆出两岸制作单位财务纠纷（上海曜新颖影视文化传播有限公司积欠可米製作股份有限公司300万制作费）。[2]

## 脚注
1. ↑  . 慧聪网. 2009-04-23  [2011-07-14]. （原始内容存档于2018-10-03） （中文（简体））.
2. 1 2   . 粉丝网. 2011-07-08  [2011-07-14] （中文（简体））.[永久]